# Präsidentschafts- und Parlamentswahl in Peru 2000
Die Präsidentschafts- und Parlamentswahl in Peru 2000 fand am 9. April statt. Die Stichwahl der Präsidentenwahl wurde am 28. Mai durchgeführt.
Bei ihr wurden der Staatspräsident und die Mitglieder des Kongress gewählt.

## Ergebnis

### Präsidentschaftswahl
| Kandidaten                               | Parteien                                 | 1. Wahlgang | 1. Wahlgang | 2. Wahlgang | 2. Wahlgang |
| Kandidaten                               | Parteien                                 | Stimmen     | %           | Stimmen     | %           |
| ---------------------------------------- | ---------------------------------------- | ----------- | ----------- | ----------- | ----------- |
| Alberto Fujimori                         | Perú 2000                                | 5.528.568   | 49,9        | 6.041.685   | 74,3        |
| Alejandro Toledo                         | Perú Posible                             | 4.460.895   | 40,2        | 2.086.215   | 25,7        |
| Alberto Andrade                          | Somos Perú                               | 333.048     | 3,0         |             |             |
| Federico Salas Guevara                   | Avancemos                                | 247.054     | 2,2         |             |             |
| Luis Castañeda Lossio                    | Partido Solidaridad Nacional             | 199.814     | 1,8         |             |             |
| Abel Salinas                             | Alianza Popular Revolucionaria Americana | 153.319     | 1,4         |             |             |
| Ezequiel Ataucusi                        | Frente Popular Agrícola del Perú         | 80.106      | 0,7         |             |             |
| Víctor Andrés García Belaúnde            | Acción Popular                           | 46.523      | 0,4         |             |             |
| Máximo San Román                         | Unión por el Perú                        | 36.543      | 0,3         |             |             |
| Gesamt                                   | Gesamt                                   | 11.085.870  | 100         | 8.127.900   | 100         |
|                                          |                                          |             |             |             |             |
| Ungültige Stimmen                        | Ungültige Stimmen                        | 980.359     | 8,1         | 3.672.410   | 31,1        |
| Wähler                                   | Wähler                                   | 12.066.229  | 82,8        | 11.800.310  | 81,0        |
| Wahlberechtigte                          | Wahlberechtigte                          | 14.567.468  |             | 14.567.468  |             |
|                                          |                                          |             |             |             |             |
| Quellen: ONPE, 1. Wahlgang – 2. Wahlgang |                                          |             |             |             |             |

### Parlamentswahl
| Listen                                   | Stimmen    | %    | Mandate |
| ---------------------------------------- | ---------- | ---- | ------- |
| Perú 2000                                | 4.189.018  | 42,2 | 52      |
| Perú Posible                             | 2.308.635  | 23,2 | 29      |
| Frente Independiente Moralizador         | 751.323    | 7,6  | 9       |
| Somos Perú                               | 715.396    | 7,2  | 9       |
| Alianza Popular Revolucionaria Americana | 546.930    | 5,5  | 6       |
| Partido Solidaridad Nacional             | 399.985    | 4,0  | 4       |
| Avancemos                                | 307.188    | 3,1  | 3       |
| Unión por el Perú                        | 254.582    | 2,6  | 3       |
| Acción Popular                           | 245.115    | 2,5  | 3       |
| Frente Popular Agrícola del Perú         | 216.953    | 2,2  | 2       |
| Gesamt                                   | 9.935.125  | 100  | 120     |
|                                          |            |      |         |
| Ungültige Stimmen                        | 2.007.685  | 16,8 |         |
| Wähler                                   | 11.942.810 | 82,0 |         |
| Wahlberechtigte                          | 14.567.468 |      |         |
|                                          |            |      |         |
| Quelle: JNE                              |            |      |         |